# 고려군
고려군(高麗軍)은 고려의 군대이며, 16세 이상이면 군역(軍役)에 충당된다. 고려의 군사 제도는 중앙군과 지방군의 이원 조직으로 나뉘었다. 중앙군은 2군과 6위로, 지방군은 양계(兩界)의 주진군과 5도의 일반 군현에 주둔하는 주현군으로 이루어졌다.

## 중앙군
태조의 직속군이 근본이 되어서 편성되었다. 2군(二軍)은 응양군(鷹揚軍)·용호군(龍虎軍)을 말하며, 6위(六衛)는 좌우위(左右衛)·신호위(神虎衛)·흥위위(興威衛)·금오위(金吾衛)·천우위(千牛衛)·감문위(監門衛)를 말한다. 6위는 대체로 성종 14년(995)에 정비된 듯하다. 2군은 6위보다 우위에 있었고 왕의 친위군 역할을 한 일변, 6위 중에서 핵심을 이룬 좌우위·신호위·흥위위 3위는 수도 개경의 수비는 물론 변방을 대상으로 한 경술(更戌)의 임무까지도 띠고 있었는데 금오위는 치안, 천우위는 의장(儀仗), 감문위는 궁궐 안팎 제문(諸門) 수위를 임무로 하였다.
2군·6위에는 지휘관인 상장군(上將軍)과 부지휘관인 대장군(大將軍)이 있었고 이 상장군과 대장군은 자문 기구인 중방을 구성했다. 고려 전기 중방의 기능은 불확실하지만, 최고 문반 관서 아래 직속된 최고 무신의 모임이라서 권력을 향한 특별한 잠재력을 갖추고 있었다.
2군·6위는 모두 약 1000명의 군인으로 조직된 영(領)으로 구성되었다. 각 영의 지휘관은 장군(將軍)이었고 이 장군들은 회의 기구인 장군방(將軍房)을 구성했다. 영은 병종(兵種)에 따라 보승(保勝)·정용(精勇)·역령(役領)·상령·해령(海領)·감문위령(監門衛領) 등으로 구분되었는데 합해서 45령이 있었다. 이것을 기준으로 하면 고려의 정규 중앙군의 규모는 약 45,000명이 된다. 이후 공민왕 때에는 장군이 지휘관인 왕의 친위대인 충용위(忠勇衛)가 신설되었고 4령이 있었다.
2군과 6위는 군적에 올라 군인전을 지급받고 그 역은 세습되었다. 군공을 세워 지위를 무신으로 상승하게 할 수 있는 중류층이었으나 차츰 토목 공사에 동원되거나 군인전을 지급받지 못하자 몰락하거나 도망하는 사람이 많아졌다.
| 품계  | 2군(二軍) | 6위(六衛) | 충용4위(忠勇四衛) 공민왕때 친위부대 |
| 정1품 |           |           |                                     |
| 종1품 |           |           |                                     |
| 정2품 |           |           |                                     |
| 종2품 |           |           |                                     |
| 정3품 | 상장군    | 상장군    |                                     |
| 종3품 | 대장군    | 대장군    |                                     |
| 정4품 | 장군      | 장군      | 장군                                |
| 종4품 |           |           |                                     |
| 정5품 | 중랑장    | 중랑장    | 중랑장                              |
| 종5품 |           |           |                                     |
| 정6품 | 낭장      | 낭장      | 낭장                                |
| 종6품 |           | 장사      |                                     |
| 정7품 | 별장      | 별장      | 별장                                |
| 종7품 |           |           |                                     |
| 정8품 | 산원      | 산원,녹사 | 산원                                |
| 종8품 |           |           |                                     |
| 정9품 | 위        | 위        | 위장                                |
| 종9품 | 수정      | 수정      | 수정                                |

## 지방군

### 광군
광군(光軍)은 고려에서 조직된 최초의 지방군이다. 이것은 지방 호족들의 군대를 연합하여 중앙에서 통제해 나아가게끔 조직되었다. 이것은 곧 중앙 조정과 지방 호족에 의한 농민 역역(力役)의 공동 지배하에 된 조직이었다.
정종 2년(947) 요나라의 침입에 대비코자 조직된 듯한 광군은, 고려의 집권화 정책이 진전되어 지방 제도가 정비되는 추세에 따라 주현군(州縣軍)으로 개편되어 더 강력한 중앙 조정의 지배하에 놓이게 되었다. 이러한 전국의 광군 조직을 통제하는 통수부(統帥部)로는 광군사(光軍司)가 설치되었다.

### 주진군과 주현군
고려 때 2군·6위의 중앙군 외에 각 주·현에 주둔하고 있던 지방군으로 주현군(州縣軍)과 주진군(州鎭軍)이 있었다.
중앙 집권화 과정에서 지방 제도가 정비됨에 따라 초기에 조직된 광군이 주현군으로 개편되었다. 즉 주현군은 지방 호족의 병력을 흡수한 일변, 중앙에서 지방에 배치한 군대가 지방군으로 변해가는 과정에서 비롯된 듯하다.
주현군은 도(道)와 계(界)에 따라 차이가 있었다. 계는 국경 지대의 군사 지역이었기에 그 행정 단위인 진(鎭)마다 초군(抄軍)·좌군(左軍)·우군(右軍)을 중심으로 한 정규군이 주둔했고 진에 주둔했으므로 주진군으로도 불렀다. 이들은 일단 유사시에는 언제든지 싸울 수 있는 둔전병(屯田兵)다운 상비군이었다. 각 도의 주현군은 보승·정용·1품(一品)으로써 구성되었는데 보승·정용은 치안·방술(防戌)의 역(役)을 부담했고 일품군은 공역(工役)에 동원되는 노동 부대였다. 이때 주진군은 좌군·우군·초군으로 구성되어 국경 수비를 맡았고 주현군은 지방의 치안이나 노역에 동원되었다.

## 군호
군호(軍戶)는 고려 시대의 군대 편성 중 하나이다.
고려 초기부터 있었던 듯한데 군호는 군인과 양호(養戶)로 구성되었다. 이들에게는 군인전이 지급되어 2인의 양호로 하여금 이것을 경작하여 군인의 장비와 생활비를 제공케 하였다. 군인에 결원이 생기는 때는 선군(選軍)하여 보충하였는데 선군하면서 군호로 만들어 군인전을 주었다. 이 선군은 백정과 같은 농민 중에서 젊고 용력 있는 자를 대상으로 하였으나 천민도 많이 뽑혔고 이것은 군인의 사회 신분을 저하하게 하는 하나의 원인이 되었다.

## 같이 보기
- 고려사
- 삼국사기
- 삼국유사
- 연려실기술
- 고려의 행정구역
- 고려의 중앙관제
- 관학파
- 조선군